# Rivalità (film 1942)
Rivalità (Silver Queen) è un film del 1942 diretto da Lloyd Bacon. Ottenne due candidature agli Oscar: come miglior scenografia a Ralph Berger e come miglior colonna sonora per film drammatico a Victor Young.

## Trama
Dopo la Guerra di Secessione, una giovane apre una casa da gioco a San Francisco per risollevare le sorti finanziarie della famiglia. Incontrerà un giocatore di buon cuore che la salverà da un fidanzato avido e privo di scrupoli.